# Куркумін

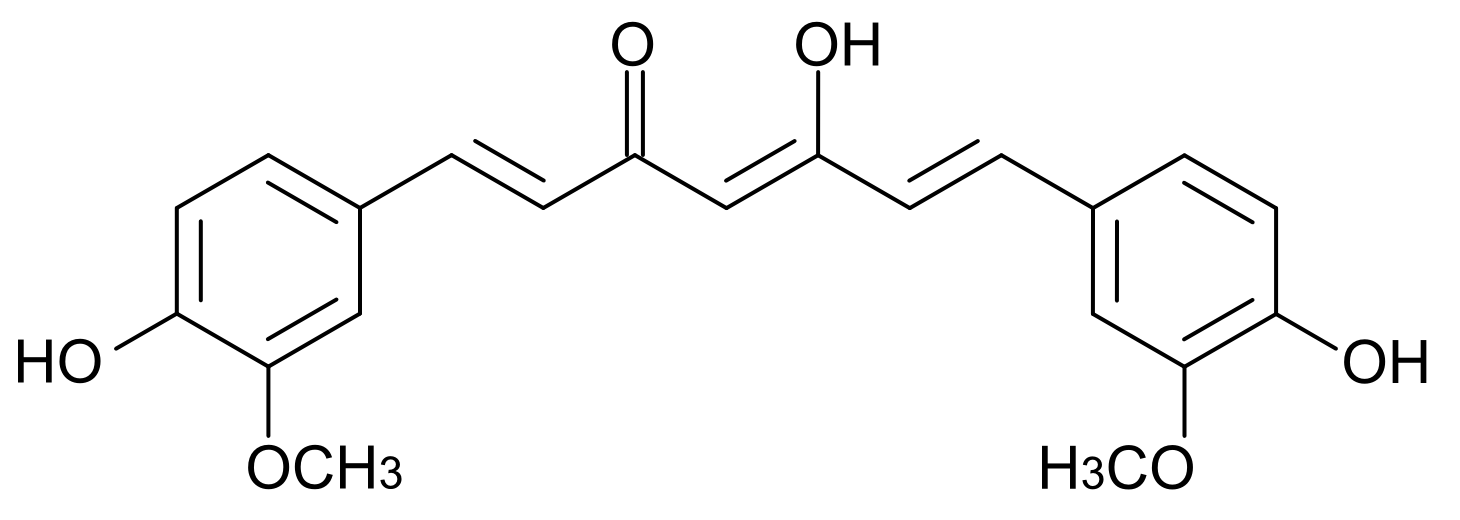
Куркумін

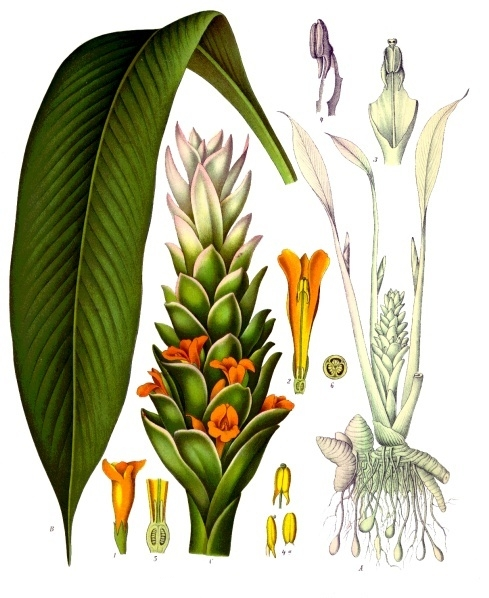
Curcuma longa

Куркумін — це яскраво-жовта хімічна речовина, що виробляється рослинами роду Curcuma longa. 
Це основний куркуміноїд куркуми (Curcuma longa), члена сімейства імбирних, Zingiberaceae. 

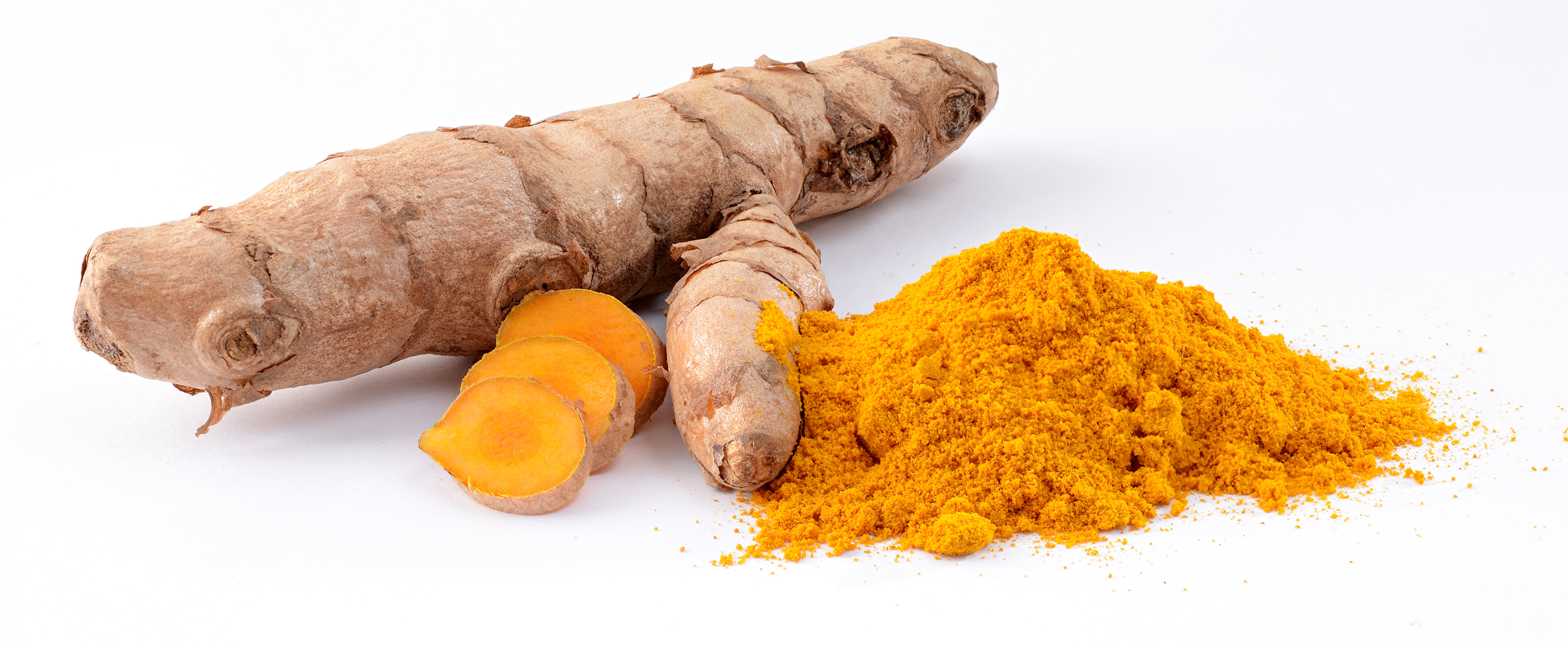
Curcuma longa (корінь)

Саме завдяки куркуміноїдам корінь куркуми має характерне жовте забарвлення.

## Біодоступність
Куркумін сам по собі має низьку біодоступність, тому його часто поєднують з чорним перцем та/або ліпідами.

## Застосування в харчовій промисловості
Барвник куркумін дає яскраво-жовтий колір і використовується як харчовий додаток з маркуванням E100.

## Застосування в медицині
Куркумін є основною біоактивною речовиною куркуми. Він має протизапальні властивості, омолоджуючі властивості, є переконливі докази того, що він може покращити стан при хронічних болях, депресії. 
Одне дослідження на тваринах показало, що куркумін зберігає вміст Докозагексаєнової кислоти (ДГК) в мозку та підвищує ферменти, які беруть участь у синтезі ДГК з її попередників, таким чином, це призводить до підвищення концентрації ДГК як у печінці, так і в мозку.